# Priene

Localização de Priene na Baía de Mileto. A cidade estava às margens do Mar Egeu na Antiguidade, mas o acúmulo de sedimentos afastou a costa muitos quilômetros

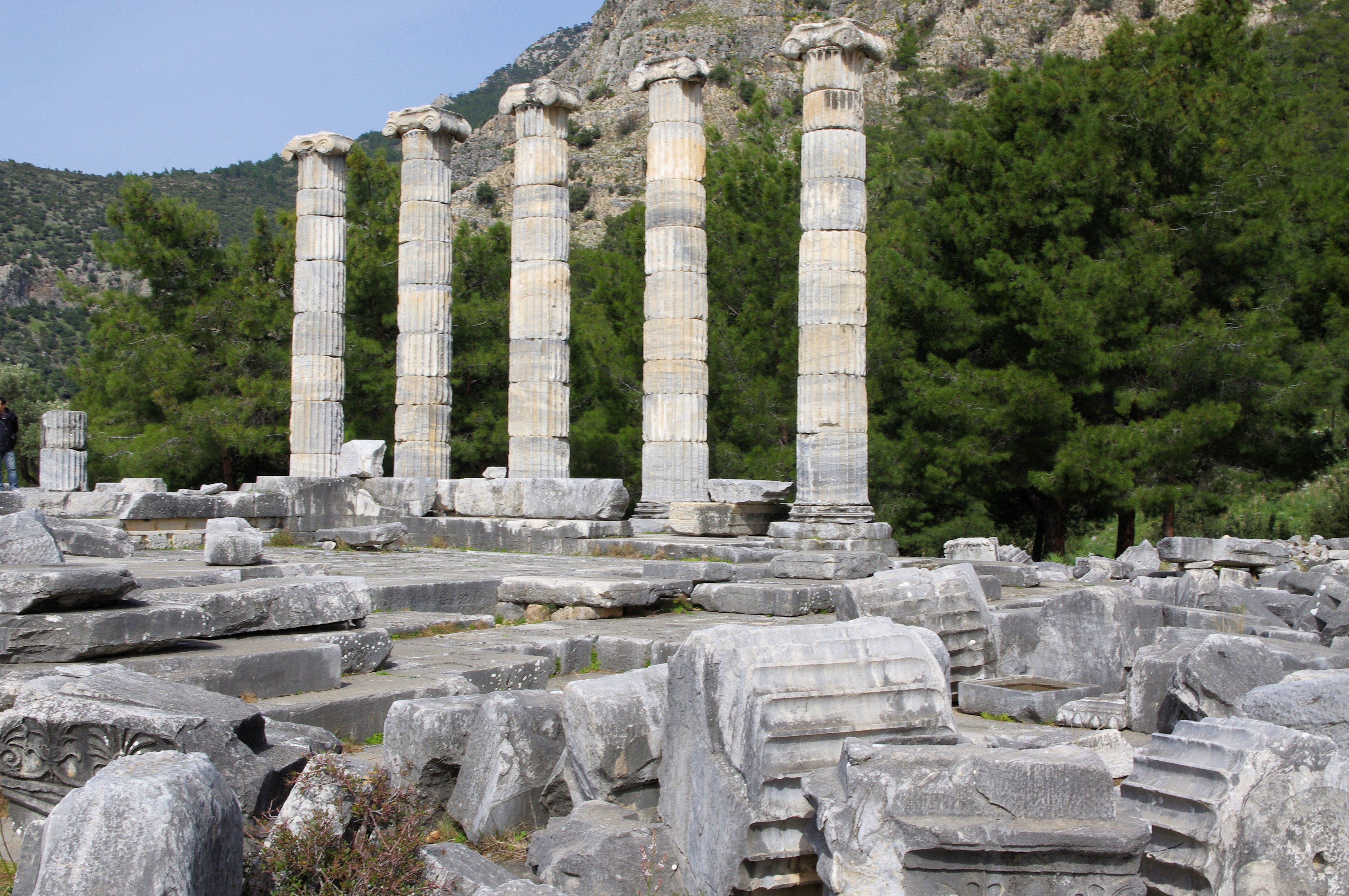
Templo de Atena em Priene.

Priene (hoje Güllübahçe, Turquia) foi uma cidade da Jônia situada no vale do rio Meandro, frente a Mileto, na Anatólia Ocidental.

## História
A origem e fundação da cidade é atribuída de forma lendária aos cários, população nativa da região. De acordo com outras fontes, os Jónios terão chegado no século XI a.C. e a cidade terá sido fundada por Egeu de Atenas ou Filotas de Tebas. A cidade foi uma das mais influentes da Liga ou Confederação Jónica e tomou parte nas celebrações e festivais em honra de Poseidon Heliconios. No século VII a.C. foi dominada pelo Reino da Lídia e no século VI a.C. foi conquistada pelo Império Aquemênida.
Priene contribuiu com 12 navios trirremes para a batalha que teve lugar em Lade no ano 494 a.C., onde 353 trirremes jônios foram derrotados por 600 navios persas. Dario I vingou-se arrasando a cidade.
Priene teve uma construção segundo o arquiteto Hipódamo de Mileto, a quem se deve a adoção do planejamento das cidades, de acordo com projetos regulares geométricos.
Uma nova cidade foi construída em 350 a.C. Já nessa altura distava um pouco do mar por causa dos aluviões do rio Meandro e a sua atividade marítima fazia-se através do pequeno porto de Nauloco. A cidade estava unida a Atenas e nunca teve verdadeira independência política. No século IV a.C., Alexandre dedicou na cidade um templo a Atena.
A cidade foi ocupada pelos Gauleses no ano 277 a.C. e, depois de passar pelas mãos dos Selêucidas, foi incorporada pelos Atálidas ao Reino de Pérgamo.
Em 129 a.C. Priene tornou-se parte da província romana da Ásia. Foi saqueada por Mitrídates, rei do Ponto em 88 e 84 a.C., mas recuperou a prosperidade sob o imperador Augusto, cujo culto era praticado no templo de Atena. 
Ficando a cada vez maior distância do mar, a cidade entrou em declínio. Aparece ainda na época bizantina como sede de uma sé titular e, no século XIV, foi conquistada pelos turcos otomanos, tornando-se uma cidade sem importância.
Em Priene nasceu Bias, um dos "Sete Sábios da Grécia". Quando Priene estava cercada pelos Persas e os cidadãos tentavam salvar tudo o que tinham de valioso, Bias permaneceu imóvel. Perguntaram-lhe se não tinha riquezas que quisesse salvar do inimigo e ele respondeu: "A minha riqueza está na minha cabeça." Outro ilustre nascido em Priene foi o famoso escultor Arquelau.